# Caballero (Panama)
Caballero è un comune (corregimiento) della Repubblica di Panama situato nel distretto di Antón, provincia di Coclé. Si estende su una superficie di 41,5 km² e conta una popolazione di 3.501 abitanti (censimento 2010).